# فن الاعلامي المختلط "مكس ميديا"

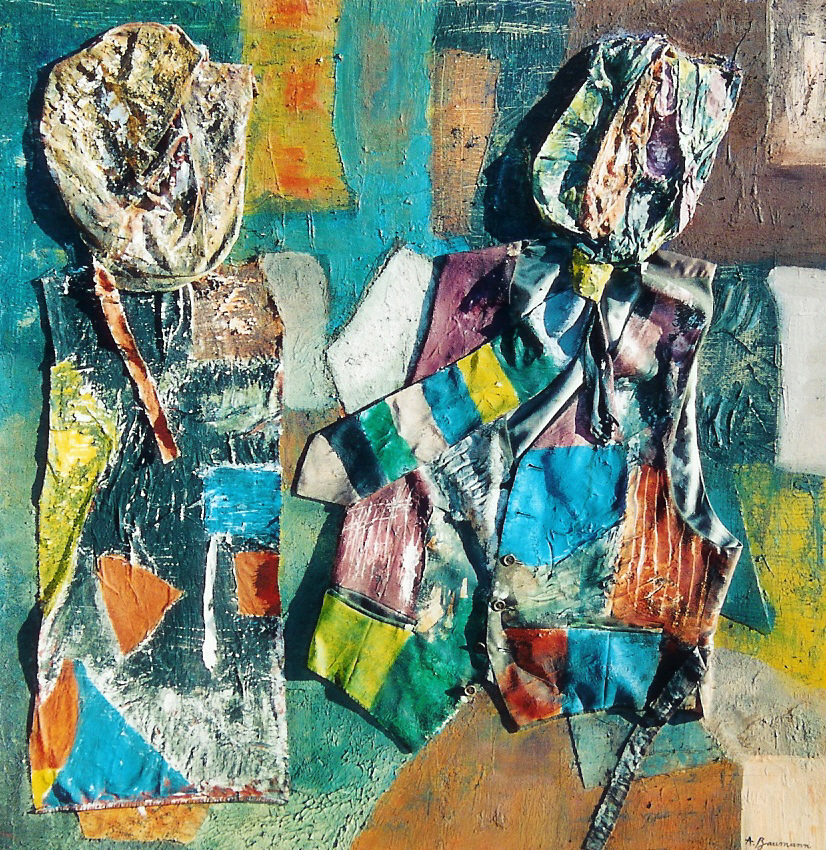
ألبرتو بومان ، "ميراث القرن العشرين" (1980).

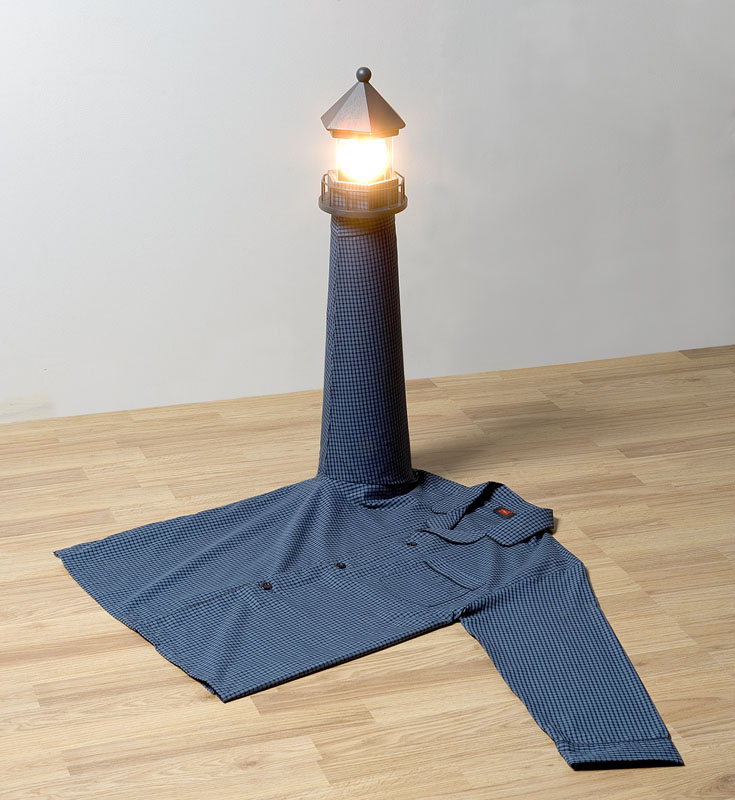
فن إعلامي مختلط لآدم نيكليويتش.

في الفن المرئي، الوسائط المختلطة هي عمل فني تم فيه استخدام أكثر من وسيط أو مادة.  تعد التجميعات والكليات عبارة عن مثالين شائعين للفن بجمع وسائط ومواد مختلفة بما في ذلك القماش والورق والخشب والأشياء الموجودة.  

يتميز فن الوسائط المختلطة«مكس ميديا»، وهو فن مرئي، عن فن الوسائط المتعددة الذي يجمع بين الفن المرئي والعناصر غير المرئية، مثل الصوت المسجل أو الأدب أو الدراما أو الرقص أو الرسوم المتحركة أو الموسيقى أو التفاعل. 

## تاريخ الوسائط المختلطة
أول عمل فني حديث يمكن اعتباره وسائط مختلطة هو مجموعة الحياة الساكنة من بابلو بيكاسو لعام 1912 مع الضرب بالعصا ، والتي استخدمت الورق والقماش والطلاء والحبل مما تسبب في تأثير زائف ثلاثي الأبعاد. نظراً لتأثير الحركات مثل التكعيبية ودادا، نمت شعبية وسائل الإعلام المختلطة طوال القرن العشرين مع اعتماد فنانين مثل هنري ماتيس وجوزيف كورنيل وجان دوبوفيت وإلسورث كيلي. أدى هذا إلى المزيد من الابتكارات مثل المنشآت في أواخر القرن العشرين. تستمر الوسائط المختلطة في كونها نموذجًا شائعًا للفنانين، مع استكشاف أشكال مختلفة مثل الوسائط الرطبة والعلامات.

## أنواع فن الوسائط المتعددة
يمكن تمييز فن الوسائط المختلطة إلى أنواع متميزة،  بعضها:
كولاج: هذا شكل فني يتضمن الجمع بين مواد مختلفة مثل الأشرطة ومقتطفات الصحف والصور وما إلى ذلك لإنشاء كل جديد. في حين أنها كانت ممارسة متفرقة في العصور القديمة، فقد أصبحت جزءًا أساسيًا من الفن الحديث في أوائل القرن العشرين، بسبب جهود براك وبيكاسو.
التجميع: هذا عبارة عن متغير ثلاثي الأبعاد للصورة المجمعة مع عناصر بارزة داخل أو خارج ركيزة محددة، أو ترتيبات ثلاثية الأبعاد تمامًا للأشياء و / أو المنحوتات.
فن الكائن الموجود: هذه الأشياء التي تم العثور عليها واستخدامها من قبل الفنانين ودمجها في الأعمال الفنية بسبب قيمتها الفنية المتصورة. تم تعميمه من قبل الفنان المفاهيمي مارسيل دوشامب.
الكتب المعدلة: هذا شكل محدد حيث سيعيد الفنان استخدام الكتاب عن طريق تعديله أو تغييره ماديًا لاستخدامه في العمل. ويمكن أن يتضمن ذلك قص الصفحات ولصقها فعليًا لتغيير محتويات الكتاب أو استخدام مواد الكتاب كمحتويات لقطعة فنية. 

## أمثلة على الأعمال الفنية للوسائط المختلطة
لا تزال الحياة مع الضرب بالعصا : تصور قطعة بيكاسو التي تصور ما يمكن رؤيته كطاولة بقطع ليمون وسكين ومنديل وصحيفة بين أشياء أخرى يمكن تمييزها. إنه إهليلجي (مع تكهنات بأن العمل نفسه يمكن أن يصور حفرة) ولديه حبل فعلي يستخدم لتشكيل حافته.باستخدام الورق والقماش للأشياء الموجودة على الطاولة.
ملاك الفوضى : منحوتة إيلين آجار عام 1937 عبارة عن تمثال نصفي معدل لجوزيف بارد، كان مغطى بالورق والفراء. فنحتت نسخة أخرى مشتقة من التمثال الاصلي عام 1940 والذي كفن وأعمى الشكل بالريش والخرز والقماش مما خلق منظورًا مختلفًا تمامًا للنحت.